# Komitat Szabolcs-Szatmár-Bereg
Das Komitat Szabolcs-Szatmár-Bereg [ˈsɒbolʧ ˈsɒtmaːr ˈbɛrɛɡ] (bis 1990: Komitat Szabolcs-Szatmár; ungarisch Szabolcs-Szatmár-Bereg vármegye) ist ein Verwaltungsbezirk im Nordosten Ungarns. Es hat eine Fläche von 5.935,92 km² und 524.513 Einwohner (Stand 2024). Der Komitatssitz ist Nyíregyháza, weitere wichtige Städte sind Mátészalka und Kisvárda.

## Geographie
Die Gegend ist flach und hat Anteil an der Großen Ungarischen Tiefebene (Puszta). Sie wird von der Theiß durchflossen, deren Fließrichtung  im Komitat einen scharfen Schwenk von Nordwesten nach Süden macht.
Das Komitat grenzt an Rumänien, die Slowakei (bei Záhony) und die Ukraine sowie an die Komitate Hajdú-Bihar und Borsod-Abaúj-Zemplén.

## Gliederung
Durch die Regierungsverordnung Nr. 218/2012 vom 13. August 2012 wurden zum 1. Januar 2013 die statistischen Kleinregionen (ungarisch kistérség) abgeschafft und durch eine annähernd gleiche Anzahl von Kreisen (ungarisch járás) ersetzt. Die Kleingebiete blieben für Planung und Statistikzwecke noch eine Zeitlang erhalten, wurden dann aber am 25. Februar 2014 endgültig abgeschafft. Bis zur Auflösung gab es 12 Kleingebiete im Komitat. Lediglich vier Kleingebiete blieben während der Verwaltungsreform in ihren Grenzen unverändert. 

### Ehemalige Einteilung
Bis Ende 2012 existierten folgende Kleingebiete (kistérség) im Komitat Szabolcs-Szatmár-Bereg:
| Code | Kleingebiet       | Verwaltungssitz | Einwohner (31. Dezember 2012) | Fläche in km² | Anzahl der Gemeinden | davon Städte |
| ---- | ----------------- | --------------- | ----------------------------- | ------------- | -------------------- | ------------ |
| 4501 | Baktalórántháza   | Baktalórántháza | 34.517                        | 451,73        | 19                   | 2            |
| 4502 | Csenger           | Csenger         | 13.839                        | 246,51        | 11                   | 1            |
| 4503 | Fehérgyarmat      | Fehérgyarmat    | 38.196                        | 702,57        | 49                   | 1            |
| 4504 | Kisvárda          | Kisvárda        | 52.616                        | 443,71        | 21                   | 2            |
| 4505 | Mátészalka        | Mátészalka      | 64.810                        | 624,70        | 26                   | 3            |
| 4506 | Nagykálló         | Nagykálló       | 43.409                        | 518,24        | 9                    | 3            |
| 4507 | Nyírbátor         | Nyírbátor       | 43.557                        | 695,94        | 20                   | 3            |
| 4508 | Nyíregyháza       | Nyíregyháza     | 143.371                       | 539,30        | 9                    | 2            |
| 4509 | Tiszavasvári      | Tiszavasvári    | 35.361                        | 479,00        | 10                   | 3            |
| 4510 | Vásárosnamény     | Vásárosnamény   | 30.516                        | 567,25        | 27                   | 1            |
| 4511 | Ibrány-Nagyhalász | Ibrány          | 44.092                        | 520,97        | 17                   | 4            |
| 4512 | Záhony            | Záhony          | 19.369                        | 145,95        | 11                   | 2            |

### Aktuelle Einteilung
Das Komitat Szabolcs-Szatmár-Bereg gliedert sich in 8 Kreise (ungarisch járás) mit 229 Ortschaften:
die Stadt Nyíregyháza mit Komitatsrecht (ungarisch Megyei jogú város), 27 Städte ohne Komitatsrecht (ungarisch város), 16 Großgemeinden (ungarisch nagyközség) und 185 Gemeinden (ungarisch község).

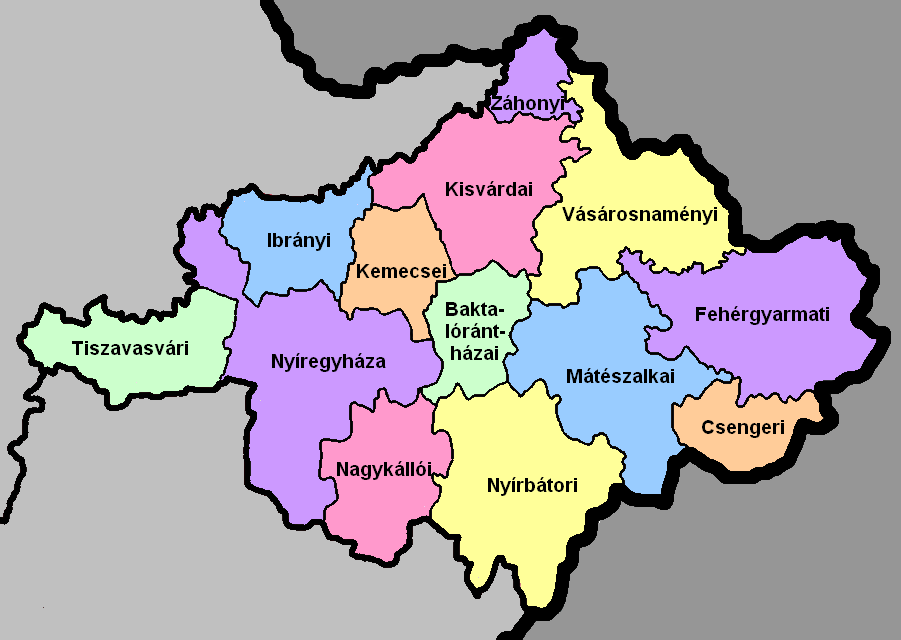
Kreise des Komitats Szabolcs-Szatmár-Bereg

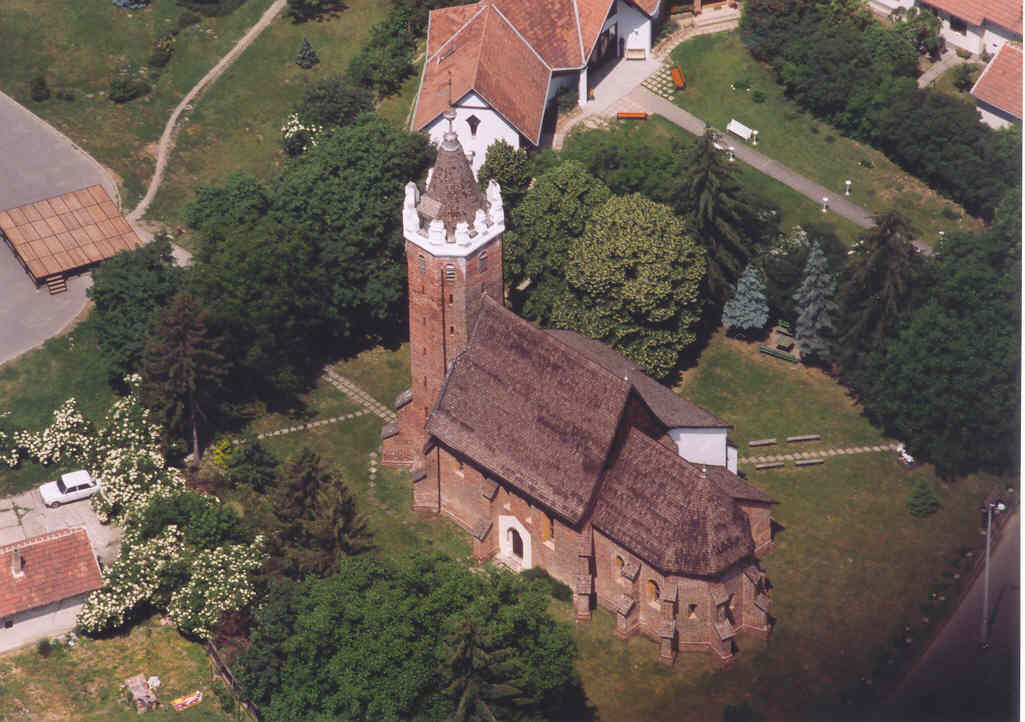
Kirche in Csenger

| Ortschaftstyp             | Anzahl | Fläche (in km²) | Fläche (in km²) | Fläche (in km²) | Bevölkerung am 1. Januar 2016 | Bevölkerung am 1. Januar 2016 | Bevölkerung am 1. Januar 2016 | Bevölkerungs- dichte (Ew/km²) |
| Ortschaftstyp             | Anzahl | absolut         | anteilig        | im Durchschnitt | absolut                       | anteilig                      | im Durchschnitt               | Bevölkerungs- dichte (Ew/km²) |
| ------------------------- | ------ | --------------- | --------------- | --------------- | ----------------------------- | ----------------------------- | ----------------------------- | ----------------------------- |
| Stadt mit Komitatsrecht   | 1      | 274,54          | 4,63 %          |                 | 118.058                       | 20,97 %                       |                               | 430,0                         |
| Städte ohne Komitatsrecht | 27     | 1.415,56        | 23,85 %         | 52,43           | 185.127                       | 32,88 %                       | 6.857                         | 130,8                         |
| Großgemeinden             | 16     | 651,18          | 10,97 %         | 40,70           | 42.938                        | 7,63 %                        | 2.684                         | 65,9                          |
| Gemeinden                 | 185    | 3.594,51        | 60,56 %         | 19,43           | 216.952                       | 38,53 %                       | 1.173                         | 60,4                          |
| Szabolcs-Szatmár-Bereg    | 229    | 5.935,79        |                 | 25,92           | 563.075                       |                               | 2.459                         | 94,9                          |

Die derzeitigen Kreise sind:
| Code | Kreis           | Kreissitz       | Einwohner (1. Januar 2013) | Fläche in km² | Anzahl der Gemeinden | davon Städte |
| ---- | --------------- | --------------- | -------------------------- | ------------- | -------------------- | ------------ |
| 148  | Baktalórántháza | Baktalórántháza | 19.521                     | 254,47        | 12                   | 1            |
| 149  | Csenger         | Csenger         | 13.839                     | 246,51        | 11                   | 1            |
| 150  | Fehérgyarmat    | Fehérgyarmat    | 38.363                     | 707,37        | 50                   | 1            |
| 151  | Ibrány          | Ibrány          | 23.850                     | 304,91        | 8                    | 2            |
| 152  | Kemecse         | Kemecse         | 22.185                     | 246,41        | 11                   | 2            |
| 153  | Kisvárda        | Kisvárda        | 57.050                     | 523,09        | 23                   | 3            |
| 154  | Mátészalka      | Mátészalka      | 64.810                     | 624,70        | 26                   | 3            |
| 155  | Nagykálló       | Nagykálló       | 30.430                     | 377,36        | 8                    | 2            |
| 156  | Nyírbátor       | Nyírbátor       | 43.557                     | 695,94        | 20                   | 3            |
| 157  | Nyíregyháza     | Nyíregyháza     | 166.684                    | 809,61        | 15                   | 4            |
| 158  | Tiszavasvári    | Tiszavasvári    | 27.306                     | 381,61        | 6                    | 2            |
| 159  | Vásárosnamény   | Vásárosnamény   | 36.689                     | 617,94        | 28                   | 2            |
| 160  | Záhony          | Záhony          | 19.369                     | 145,95        | 11                   | 2            |

### Größte Städte und Gemeinden
| Stadt/Gemeinde  | Deutscher Name | Einwohner (1. Januar 2016) |
| --------------- | -------------- | -------------------------- |
| Nyíregyháza     | Birkenkirchen  | 118.058                    |
| Mátészalka      | Salka          | 16.864                     |
| Kisvárda        | Kleinwardein   | 16.489                     |
| Tiszavasvári    |                | 12.818                     |
| Újfehértó       | Ratzfert       | 12.607                     |
| Nyírbátor       | Bathor         | 12.146                     |
| Nagykálló       |                | 9.211                      |
| Vásárosnamény   | Namming        | 8.766                      |
| Fehérgyarmat    |                | 8.042                      |
| Ibrány          |                | 6.662                      |
| Nyírtelek       |                | 6.535                      |
| Balkány         |                | 6.413                      |
| Nagyecsed       |                | 6.317                      |
| Nagyhalász      |                | 5.660                      |
| Tiszalök        |                | 5.305                      |
| Nyírmada        |                | 4.839                      |
| Csenger         |                | 4.820                      |
| Kemecse         |                | 4.811                      |
| Kótaj           |                | 4.424                      |
| Rakamaz         | Rackermoos     | 4.338                      |
| Záhony          |                | 4.237                      |
| Demecser        |                | 4.173                      |
| Mándok          |                | 4.094                      |
| Dombrád         |                | 3.964                      |
| Baktalórántháza |                | 3.954                      |
| Ajak            |                | 3.709                      |

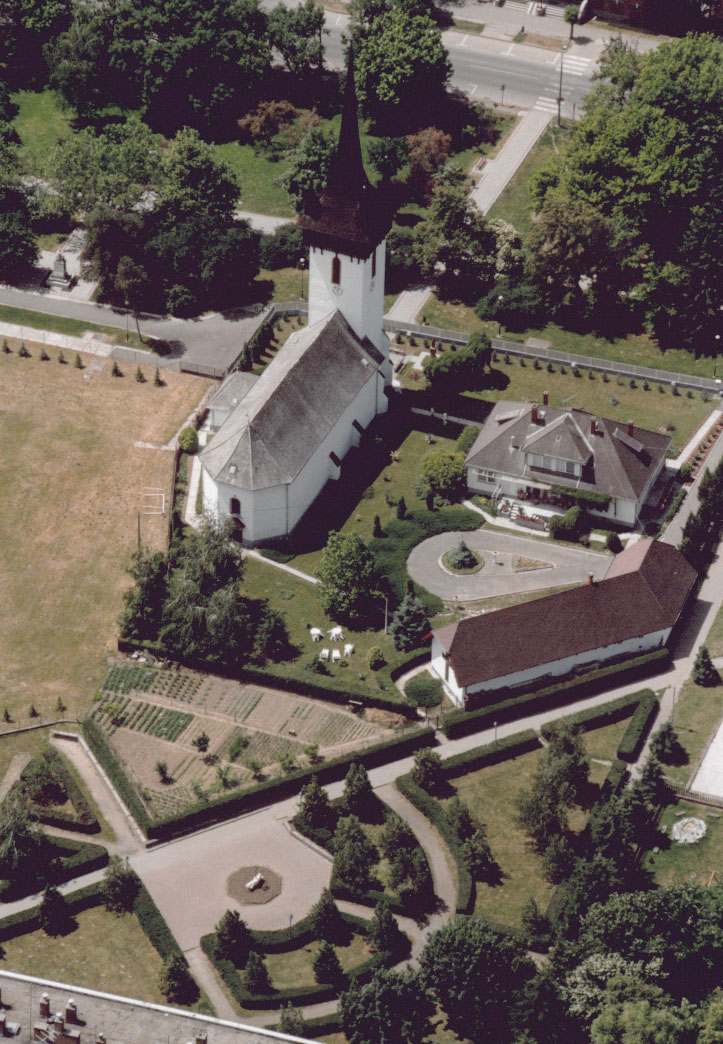
Kirche in Fehérgyarmat

Kótaj ist die einzige Gemeinde, die anderen Ortschaften sind allesamt Städte.
Die Großgemeinde Ajak erhielt im Juli 2013 das Stadtrecht.

## Bevölkerungsentwicklung

### Bevölkerungsentwicklung des Komitats
Fettgesetzte Datumsangaben sind Volkszählungsergebnisse.
| Datum       | Einwohnerzahl | Datum      | Einwohnerzahl |
| ----------- | ------------- | ---------- | ------------- |
| 01.01.19601 | 586.451       | 01.01.2007 | 576.054       |
| 01.01.1970  | 565.557       | 01.01.2008 | 571.018       |
| 01.01.1980  | 593.829       | 01.01.2009 | 565.326       |
| 01.01.1990  | 572.301       | 01.01.2010 | 560.429       |
| 01.01.2001  | 589.989       | 01.01.2011 | 555.496       |
| 01.02.2001  | 582.256       | 01.10.2011 | 559.272       |
| 01.01.2002  | 587.994       | 01.01.2012 | 565.317       |
| 01.01.2003  | 586.193       | 01.01.2013 | 563.653       |
| 01.01.2004  | 583.564       | 01.01.2014 | 561.379       |
| 01.01.2005  | 581.623       | 01.01.2015 | 562.357       |
| 01.01.2006  | 578.573       | 01.01.2016 | 563.075       |

11960: Anwesende Bevölkerung; sonst Wohnbevölkerung

### Bevölkerungsentwicklung der Kreise
Die Bevölkerungsentwicklung in den Kreisen ist unterschiedlich, oftmals stagniert sie.
| Kreisname              | Bevölkerungsstand am 1. Januar | Bevölkerungsstand am 1. Januar | Bevölkerungsstand am 1. Januar | Bevölkerungsstand am 1. Januar |
| Kreisname              | 2013                           | 2014                           | 2015                           | 2016                           |
| ---------------------- | ------------------------------ | ------------------------------ | ------------------------------ | ------------------------------ |
| Baktalórántháza        | 19.521                         | 19.294                         | 19.326                         | 19.287                         |
| Csenger                | 13.839                         | 13.802                         | 13.761                         | 13.957                         |
| Fehérgyarmat           | 38.363                         | 38.578                         | 39.668                         | 40.257                         |
| Ibrány                 | 23.850                         | 23.701                         | 23.484                         | 23.272                         |
| Kemecse                | 22.185                         | 22.062                         | 21.943                         | 21.841                         |
| Kisvárda               | 57.050                         | 56.779                         | 56.646                         | 56.509                         |
| Mátészalka             | 64.810                         | 64.471                         | 64.509                         | 64.597                         |
| Nagykálló              | 30.430                         | 30.176                         | 29.917                         | 29.851                         |
| Nyírbátor              | 43.557                         | 43.439                         | 43.433                         | 43.341                         |
| Nyíregyháza            | 166.684                        | 166.154                        | 165.805                        | 165.555                        |
| Tiszavasvár            | 27.306                         | 27.221                         | 27.029                         | 26.805                         |
| Vásárosnamény          | 36.689                         | 36.510                         | 37.550                         | 38.408                         |
| Záhony                 | 19.369                         | 19.192                         | 19.286                         | 19.395                         |
| Szabolcs-Szatmár-Bereg | 563.653                        | 561.379                        | 562.357                        | 563.075                        |

## Politik
Bei den Kommunalwahlen im Jahr 2019 und im Jahr 2024 waren die Ergebnisse im Komitat Szabolcs-Szatmár-Bereg wie folgt:
| Kommunalwahl | Fidesz-KDNP | Jobbik-MM | MSZP   | DK     | Összefogás Megyénkért | MHM     | Nyírségi Civil Kontroll |
| ------------ | ----------- | --------- | ------ | ------ | --------------------- | ------- | ----------------------- |
| Stimmen 2019 | 64,93 %     | 11,57 %   | 7,74 % | 6,82 % | 5,50 %                | 3,44 %  |                         |
| Stimmen 2024 | 62,49 %     |           |        | 9,18 % | 9,72 %                | 15,19 % | 3,41 %                  |

Sitzverteilung 2019
- Fidesz-KDNP: 18 Sitze
- Jobbik-MM: 3 Sitze
- MSZP: 2 Sitze
- DK: 2 Sitze
- Összefogás Megyénkért: 1 Sitz
- MHM: 0 Sitze

Sitzverteilung 2024
- Fidesz-KDNP: 17 Sitze
- MHM: 4 Sitze
- Összefogás Megyénkért: 2 Sitze
- DK: 2 Sitze
- Nyírségi Civil Kontroll: 0 Sitze

## Geschichte und Kultur
Das Komitat entstand aus der Vereinigung des Komitats Szabolcs mit den Resten der Komitate Szatmár (dessen Hauptteil im Kreis Satu Mare in Rumänien liegt) und Bereg (dessen ehemalige Hauptstadt Beregszász (heute Berehowe) in der Ukraine liegt und die Gegend um Mukatschewo in der Oblast Transkarpatien bildet).

### Museen
Die staatliche Direktion der Museen des Komitats Szabolcs-Szatmár-Bereg ist Träger von 12 Komitatsmuseen. Komitatssitz ist die Stadt Nyíregyháza.
| - Bátorliget, Ősláp-Museum - Beregdaróc, Heimatmuseum - Csenger, Stadtmuseum (Városi Múzeum) - Csenger, Heimatmuseum (Helytörténeti Múzeum) - Dombrád, Eisenbahnmuseum - Fülesd, Dorfmuseum (Falumúzeum) - Hetefejércse, Dorfmuseum (Falumúzeum) | - Kisvárda, Rétközi-Museum* - Mátészalka, Szatmári-Museum* - Nyírbátor, István-Báthori-Museum* - Nyíregyháza, András-Jósa-Museum* - Nyíregyháza, Feuerwehrmuseum - Nyíregyháza, Freilichtmuseum* - Nyírkáta, Heimatmuseum (Helytörténeti Múzeum) | - Szakoly, Heimatmuseum (Helytörténeti Múzeum) - Tarpa, Heimatmuseum - Tiszadada, Heimatmuseum - Tiszavasvári, Pál Vasvári-Museum* - Vaja, Ádám-Vay-Museum* - Vásárosnamény, Bereg-Museum* |

* Komitatsmuseum